# Laurent Achard
Pour les articles homonymes, voir Achard.
Laurent Achard, né le 17 avril 1963 à Tonnerre (Yonne) et mort le 25 mars 2024 à Paris, est un réalisateur et scénariste français.

## Biographie
Laurent Achard naît dans le département de l'Yonne le 17 avril 1963 et connaît une enfance difficile. C'est le cinéma qu'un enseignant lui fait découvrir au collège en lui prêtant un numéro des Cahiers du cinéma qui « va le sauver ». Monté à Paris, il rate le concours d'entrée de la Femis, mais rencontre Sólveig Anspach qui le présente à Maurice Tinchant, organisateur de soirées et producteur cinéphile. Il le fait entrer dans sa société de production Pierre Grise Productions et lui finance son premier court métrage, Qu'en savent les morts ?.
Laurent Achard à cette époque est influencé par Maurice Pialat et Jean Renoir. Dimanche ou les fantômes (1994) et Une odeur de géranium (1997) remportent des prix au festival de Clermont-Ferrand. En 1998, son premier long métrage, Plus qu'hier, moins que demain est salué par la critique et, en 2006, Laurent Achard reçoit le prix Jean-Vigo pour Le Dernier des fous. Son film, Dernière séance, est sélectionné en compétition au festival de Locarno (2011) et au festival de Belfort (2011). Il a par ailleurs réalisé deux documentaires dans la série Cinéastes de notre temps : Un, parfois deux (2016) et Brisseau, 251 rue Marcadet (2018).
Laurent Achard meurt le 25 mars 2024 à l’âge de 60 ans.

## Filmographie sélective

### Réalisateur
- 1991 : Qu'en savent les morts? (court métrage)
- 1994 : Dimanche ou les fantômes (moyen métrage)
- 1997 : Une odeur de géranium (moyen métrage)
- 1998 : Plus qu'hier, moins que demain
- 2004 : La Peur, petit chasseur (court métrage)
- 2007 : Le Dernier des fous
- 2011 : Dernière Séance
- 2012 : Le Tableau (moyen métrage)
- 2016 : Paul Vecchiali : Un, parfois deux (moyen métrage)[4],[5]
- 2018 : Brisseau, 251 rue Marcadet (moyen métrage)
- 2020 : Jean-François Stévenin : Simple messieurs (moyen métrage)[6]
- 2021 : De ma fenêtre (court métrage)
- 2022 : Patricia Mazuy : Avant Saturne

### Scénariste
- 1991 : Qu'en savent les morts ?
- 1994 : Dimanche ou les fantômes
- 1997 : Une odeur de géranium
- 2004 : La Peur, petit chasseur
- 2007 : Le Dernier des fous
- 2011 : Dernière Séance
- 2012 : Le Tableau
- 2016 : Un, parfois deux
- 2018 : Brisseau, 251 rue Marcadet
- 2020 : Simple messieurs
- 2022 : Avant Saturne

## Distinctions
- Jahorina Film Festival 2017 : Prix de la critique pour Un parfois deux
- Festival de Pantin 2012 : Prix du Groupement National des cinémas de Recherche pour Le Tableau
- Festival international du film Entrevues - Belfort 2011 : Prix du film Français, Prix de la mise en scène Sao Paulo pour Dernière Séance
- Prix Jean-Vigo 2006 pour Le Dernier des fous
- Festival international du film Entrevues - Belfort 2006 : Prix du public pour Le Dernier des fous
- Festival international du film de Locarno 2006 : Prix de la mise en scène pour Le Dernier des fous
- Nomination au Césars, sélection à la Quinzaine, Grands Prix aux festivals de : Clermont-Ferrand, Pantin, Paris, Barcelone... pour La peur, petit chasseur (2004).
- Tigre d'or Rotterdam, Grand Prix Festival International du Film Entrevues Belfort, Prix Cyril Collard pour Plus qu'hier moins que demain (1998).
- Clermont-Ferrand 1997 : Prix de la mise en scène pour Une odeur de géranium
- Prix spécial du jury Clermont-Ferrand, Prix du syndicat de la critique, Grand Prix aux festivals de : Pantin, Aix en Provence, Brest, Dunkerque... pour Dimanche ou les fantômes (1994).